# Montesclaros (kommunhuvudort)
Montesclaros är en kommunhuvudort i Spanien.   Den ligger i provinsen Toledo och regionen Kastilien-La Mancha, i den centrala delen av landet, 110 km väster om huvudstaden Madrid. Montesclaros ligger 559 meter över havet och antalet invånare är 427.
Terrängen runt Montesclaros är kuperad norrut, men söderut är den platt. Montesclaros ligger uppe på en höjd som går i öst-västlig riktning.  Runt Montesclaros är det glesbefolkat, med 17 invånare per kvadratkilometer. Närmaste större samhälle är Talavera de la Reina, 18,3 km sydost om Montesclaros. Omgivningarna runt Montesclaros är huvudsakligen savann.